# 3 h 10 pour Yuma (film, 1957)
Pour les articles homonymes, voir 3 h 10 pour Yuma.
Pour plus de détails, voir Fiche technique et Distribution.
3 h 10 pour Yuma (3:10 to Yuma) est un film américain réalisé par Delmer Daves et sorti en 1957. Il s'agit d'une adaptation de la nouvelle Three-Ten to Yuma d'Elmore Leonard, parue en mars 1953 dans Dime Western Magazine.
Une autre adaptation réalisée par James Mangold est sortie en 2007.

## Synopsis
Dan Evans est fermier. La terre est ingrate, avare et la sécheresse une inlassable ennemie. Un matin, accompagné de ses deux jeunes fils, il surprend une attaque de diligence, menée par la bande du brigand Ben Wade. Celui-ci abat le convoyeur qui avait sorti son arme. Lui-même désarmé et seul contre tous, Dan entend préserver ses garçons. Il n'intervient donc pas et laisse même les voleurs s'emparer de ses propres chevaux.
Sur les conseils de sa femme, Dan se décide à partir en ville demander un crédit. Il ne trouve pas de créancier, mais un moyen d'encaisser 200 dollars lui est tout de même offert : il suffit pour ça de convoyer Ben Wade, entre-temps arrêté, avec l'aide de Potter, l'ivrogne du lieu, jusqu'à une gare éloignée où ils prendront le train de 3 h 10 pour Yuma et son célèbre pénitencier.
Alors que Wade et Evans attendent dans une chambre d'hôtel l'heure venue de monter dans le train, les hommes de Wade parviennent à localiser celui-ci, et Dan se trouve bientôt cerné par dix fusils. Le sien étant braqué sur Wade, il mène encore la partie mais pour combien de temps ? Petit à petit, un lien étrange se noue entre le criminel instruit et séducteur et le fermier rustre et courageux.
Finalement, remué par sa bravoure et tenté par un nouveau défi (l'évasion du pénitencier), Wade s'associe à Dan pour échapper aux poursuivants, et ils se hissent tous deux in extremis dans le train de Yuma.

## Fiche technique
- Titre original : 3:10 to Yuma
- Titre français : 3 h 10 pour Yuma[1]
- Réalisation : Delmer Daves
- Scénario : Halsted Welles et Elmore Leonard
- Musique : George Duning
- Photographie : Charles Lawton Jr.
- Montage : Al Clark
- Cascades : Jack N. Young
- Production : David Heilweil
- Société de production : Columbia Pictures
- Pays de production :  États-Unis
- Format : noir et blanc - 35 mm - 1,85:1 - son mono (Westrex Recording System) Mégascope (recadré en DVD)
- Genre : western
- Durée : 92 minutes
- Date de sortie :
  - États-Unis : 7 août 1957
  - France : 30 octobre 1957
- Affiche : Guy-Gérard Noël (France)

## Distribution
- Van Heflin (VF : Jacques Berthier) : Dan Evans
- Glenn Ford (VF : Raoul Curet) : Ben Wade
- Leora Dana (VF : Lily Baron) : Alice Evans
- Felicia Farr (VF : Rolande Forest) : Emmy
- Robert Emhardt (VF : Serge Nadaud) : Butterfield
- Henry Jones (VF : Jean Berton) : Alex Potter, l'ivrogne courageux
- Richard Jaeckel (VF : Michel François) : Charlie Prince
- Ford Rainey (VF : Marc Valbel) : le Marshal Bisbee
- Sheridan Comerate (VF : Jacques Deschamps) : Bob Moons
- George Mitchell (VF : Fernand Fabre) : Barman
- Robert Ellenstein (VF : Lucien Bryonne) : Ernie Collins
- Dorothy Adams : Mme Potter (non créditée)
- Richard Devon : un homme de main de Wade (non crédité)

## Production
Le tournage se déroule dans l'Arizona notamment à Sedona, Old Tucson Studios et Contention City.

## Accueil
Le film a 96% de critiques positives sur Rotten Tomatoes basées sur 28 critiques avec une note moyenne de 7,6/10. Le score d'audience est de 79%, basé sur plus de 5000 critiques.

## Autour du film
- « Je tiens 3 h 10 pour Yuma pour mon meilleur western : j’ai essayé de créer un nouveau style dans la manière de raconter une histoire et j’y suis parvenu, du moins je le pense » disait Delmer Daves lors d’un entretien de 1960 avec Bertrand Tavernier.
- Felicia Farr, qui interprète la serveuse du saloon, ancienne chanteuse de cabaret, est alors l'actrice fétiche de Delmer Daves, avec qui elle tourne là son 3e film consécutif. Elle deviendra en 1962 l'épouse de Jack Lemmon, avec lequel elle aura une fille, Courtney Lemmon.